# Frison occidental
Pour les articles homonymes, voir Frison occidental (homonymie) et Frison.
Le frison occidental, frison de l'ouest ou ouest-frison (autonyme : West-Frysk, prononcé : /ʋɛst friːs(k)/, ou simplement Frysk) est une des trois langues frisonnes vivantes du groupe des langues germaniques occidentales. Il est parlé par environ 400 000 personnes, principalement dans la province néerlandaise de Frise, où il jouit à côté du néerlandais du statut de langue officielle.
Les autres langues frisonnes sont le frison oriental (2 000 locuteurs) et le frison septentrional (10 000 locuteurs), toutes les deux parlées en Allemagne.
Contrairement aux deux autres langues frisonnes, le frison occidental est institutionnalisé et pas en voie de disparition.
La majorité de la population de la province de Frise comprend et parle le frison occidental, mais dû notamment à la scolarisation en néerlandais, le niveau d'alphabétisation en frison occidental est relativement bas.
À Leeuwarden, le chef-lieu de la Frise, on parle une variété du néerlandais qui s’appelle le frison urbain ou Stadsfries Dutch. Cette variété ne porte plus les caractéristiques les plus importants du frison.

## Parenté
La langue la plus proche du frison moderne est le frison urbain qui est une variété du néerlandais, suivie par le néerlandais. Le frison est souvent décrit comme particulièrement proche de l'anglais. Le vieux frison et le vieil anglais étaient généalogiquement liés et faisaient partie de la branche ingvaeonique.
La notion que le frison et l’anglais sont encore des langues sœurs de nos jours est une idée reçue qui est surtout basée sur un nombre de mots similaires comme : tsiss (cheese - fromage), ús (us - nous), kaai (key - clé), doar (door - porte), efter (after - après), jier (year - an), swiet (sweet - sucré), dei (day - jour), skiep (sheep - mouton), read (red - rouge), grien (green - vert) et brea (bread - pain).
Pour indiquer la parenté entre le frison et l’anglais on se sert souvent de la phrase 
- Bûter, brea en griene tsiss is goed Ingelsk en goed Frysk. (frison)
- Butter, bread and green cheese is good English and good Frisian. (anglais)
- (Du beurre, du pain et du fromage vert, c’est du bon anglais et du bon frison.)

Dans cette phrase la prononciation des mots frisons présente des similarités avec celle de la version anglaise.
Mais si on compare la version originale attribué à Grutte Pier connu en français comme Pier Gerlofs Donia, on voit que la deuxième partie ressemble moins à l’anglais et plus au néerlandais : 
- Bûter, brea en griene tsiss; wa’t dat net sizz kin, is ginn opjrochte Fries. (frison)
- Butter, bread and green cheese; whoever cannot say that, is not a true Frisian. (anglais)
- Boter, brood en groene kaas; wie dat niet zeggen kan, is geen oprechte Fries.” (néerlandais)
- (Du beurre, du pain et du fromage vert, celui qui n’arrive pas à dire cela n’est pas un vrai frison.)

Aux niveaux phonologique et morphologique le frison s’est rapproché du néerlandais tandis que l’anglais s’est éloigné. Selon une étude de 2004 dans laquelle on a comparé la distance linguistique au niveau phonologique entre 8 langues germaniques, le frison urbain et six variétés frisonnes en utilisant la distance de Levenshtein, le néerlandais se révélait comme la langue la plus proche du frison avec une distance de 38,7%, suivie par l’allemand (57,3%), le suédois (60,7%), le norvégien (60,9%) et le danois (63,3%). L’anglais occupe une sixième place avec une distance de 65,3%. Cependant, de la perspective de l’anglais, deux variétés du frison sont les plus proches : la variété de Hindeloopen a une distance de 63,1% de l’anglais et celle de Wetsens une distance de 64,4%. Si on exclut les variétés et inclut seulement les langues officielles, le néerlandais est la langue la plus similaire à l’anglais avec une distance de 64,7%, suivi par le suédois (64,9%). L’ensemble des variétés frisonnes occupe une troisième position (65,3%).

### La syntaxe du frison
Le frison est une langue V2, comme la plupart des langues germaniques. Dans les langues V2 le deuxième constituant des phrases principales est toujours un verbe, mais dans les phrases subordonnées ceci n’est pas nécessairement le cas.
Dans la phrase suivante, prise du conte folklorique de La Petite Dame de Stavoren, on peut voir que le deuxième constituant des phrases frisonne et néerlandaise est un verbe mais un sujet dans les versions anglaise et française.
- Troch de iene ramp nei de oare ferlear hja al har rykdom. (frison)
- Through one disaster after another, she lost all her riches. (anglais)
- Door de ene ramp na de andere verloor zij al haar rijkdom. (néerlandais)
- (Après une série de désastres, elle perdit toutes ses richesses.)

Le frison est une langue SOV quand il y a plusieurs verbes dans une proposition. Ceci veut dire que seulement l’auxiliaire précède l’objet et les autres verbes le suivent.
- Hy wol it famke sjen. (frison)
- He wants to see the girl. (anglais)
- Hij wil het meisje zien. (néerlandais)
- (Il veut voir la fille.)

Dans les phrases subordonnées le frison suit un ordre SOV : tous les verbes suivent l’objet, avec le verbe conjugué à la fin de la phrase (par ex, "wol" dans l'exemple ci-dessous).
- Ik tink dat hy it famke sjen wol. (frison)
- I think that he wants to see the girl. (anglais)
- Ik denk dat hij het meisje wil zien. (néerlandais)
- (Je pense qu’il veut voir la fille.)

## Écriture
| A | B | C | D | E | F | G | H | I/Y | J | K | L | M | N | O | P | R | S | T | U | V | W | Z |
| a | b | c | d | e | f | g | h | i/y | j | k | l | m | n | o | p | r | s | t | u | v | w | z |

Accents:
- L’accent circonflexe est utilisé avec les lettres a, e, o, u, pour représenter les voyelles longues ‹ â › /ɔː/, ‹ ê › /ɛː/, ‹ ô › /ɔː/, ‹ û › /uː/ (ou /u/). Le circonflexe est aussi utilisé dans certains mots d’emprunt, par exemple debâkle.
- L’accent aigu est utilisé sur la lettre e pour différencier [e] du [ə] et sur la lettre u pour indiquer le [ɥ]. Il est aussi utilisé pour indiquer l’emphase sur la voyelle (à une lettre ou digrammes) portant l’accent tonique.
- L’accent grave est utilisé dans certains mots d’emprunt : à, appèl, gruyère.
- Le tréma est utilisé pour indiquer que deux voyelles se prononcent séparément par opposition aux digrammes dans lesquelles elles se prononcent comme un seul et même son. Il est aussi utilisé dans certains mots d’emprunt[7].

## Littérature frisonne occidentale
Le frison occidental a été promu au rang de langue littéraire par le poète Gysbert Japiks (1603-1666) qui fut le premier auteur à utiliser le frison après la disparition de cette langue comme langue juridique et administrative vers 1580. Ses œuvres complètes publiées par son ami Simon Gabbema (1628-1688) de manière posthume ont servi de référence pour la fixation de la grammaire et du vocabulaire frison occidental. L'Académie frisonne (en frison : Fryske Akademy), créée en 1938, documente et promeut la langue et la culture frisonne. Enfin le Prix Gysbert-Japicx récompense les meilleures œuvres littéraires composées en frison occidental.
Parmi les grands écrivains en frison occidental, on compte Obe Postma et Fedde Schurer.